# Tomasz Romańczuk
Tomasz Romańczuk (ur. 12 grudnia 1933 w Rosi, zm. 8 czerwca 2005) – polski agronom i polityk, poseł na Sejm PRL IX i X kadencji, senator III kadencji.

## Życiorys
Syn Wacława. W 1956 ukończył studia w Wyższej Szkole Rolniczej w Grodnie. W 1956 został skierowany do pracy w kołchozie w rejonie grodzieńskim w zawodzie agronoma. W 1958 przyjechał do Polski i rozpoczął pracę w Państwowych Gospodarstwach Rolnych Ławki i Ryn na stanowiskach kierowniczych. W 1979 został dyrektorem Rominckiego Kombinatu Rolnego w Gołdapi.
Należał do Polskiej Zjednoczonej Partii Robotniczej, był członkiem Komitetu Wojewódzkiego partii w Suwałkach. W latach 1985–1991 sprawował mandat posła IX i X kadencji. Sprawował następnie mandat senatora III kadencji wybranego z ramienia Sojuszu Lewicy Demokratycznej w województwie suwalskim. W 1998 został wybrany na radnego sejmiku warmińsko-mazurskiego I kadencji.
Odznaczony Krzyżem Komandorskim Orderu Odrodzenia Polski (1997), Krzyżem Oficerskim Orderu Odrodzenia Polski (1986) i Złotym Krzyżem Zasługi (1963).
Pochowany na cmentarzu komunalnym w Gołdapi.